# Mùa bão Tây Nam Ấn Độ Dương 2022–23
Mùa bão Tây Nam Ấn Độ Dương 2022–23 là một trong những mùa bão Tây Nam Ấn Độ nguy hiểm nhất được ghi nhận, chủ yếu là do Bão Freddy. Nó chính thức bắt đầu vào ngày 15 tháng 11 năm 2022 và kết thúc vào ngày 30 tháng 4 năm 2023, ngoại trừ Mauritius và Seychelles , nó kết thúc vào ngày 15 tháng 5 năm 2023. Những ngày này thường xác định khoảng thời gian mỗi năm khi hầu hết các xoáy thuận nhiệt đới và cận nhiệt đới hình thành ở lưu vực nằm ở phía tây 90°Đ và phía nam Xích đạo . Tuy nhiên, xoáy thuận nhiệt đới có thể hình thành quanh năm và tất cả các xoáy thuận nhiệt đới hình thành từ ngày 1 tháng 7 năm 2022 đến ngày 30 tháng 6 năm 2023 sẽ là một phần của mùa. Các xoáy thuận nhiệt đới và cận nhiệt đới trong lưu vực này được giám sát bởi Trung tâm Khí tượng Chuyên ngành Khu vực ở Réunion và Trung tâm Cảnh báo Bão Liên hợp một cách không chính thức .
Mùa này ở mức trung bình xét về số lượng các hệ thống được hình thành, với 9 hệ thống có ít nhất trở thành bão nhiệt đới vừa phải và 6 hệ thống đạt cường độ bão nhiệt đới. Hoạt động bắt đầu sớm, với hai hệ thống đầu tiên (Ashley và Balita) phát triển vào tháng 9 và tháng 10, và kết thúc muộn với Fabien vào tháng 5. Mùa này có Bão Freddy , trở thành xoáy thuận nhiệt đới tồn tại lâu nhất trong lịch sử, đánh bại kỷ lục trước đó của Bão John vào năm 1994, đồng thời cũng có năng lượng xoáy thuận tích lũy (ACE) cao nhất so với bất kỳ xoáy thuận nhiệt đới nào được ghi nhận trên toàn thế giới, vượt qua Bão Ioke trong 2006. Ngoài ra, Freddy còn là cơn bão nhiệt đới duy nhất được biết đến đạt được bảy chu kỳ tăng cường nhanh chóng riêng biệt . Hệ thống mạnh nhất của mùa giải là Lốc xoáy Darian .
Vào tháng 1, Bão Cheneso đã mang theo lũ lụt và gió mạnh đến Madagascar. Vào tháng 5, Bão Fabien hình thành gần xích đạo và trở thành xoáy thuận nhiệt đới dữ dội mới nhất trong kỷ nguyên vệ tinh, vượt qua Bão Billy-Lila năm 1986 sáu ngày. Bão nhiệt đới trong mùa này đã gây ra ít nhất 1.483 người chết và gây thiệt hại hơn 675 triệu USD.

## Danh sách bão

### Bão Ashley
Vào ngày 22 tháng 9, một dải hội tụ gần xích đạo đã tạo ra một vùng áp thấp nhiệt đới yếu ở Ấn Độ Dương, ban đầu được MFR dự đoán là sẽ không hình thành do gió đứt mạnh phía trên. Điều kiện môi trường được cải thiện trong 3 ngày tiếp theo, và vùng áp thấp có tổ chức đủ điều kiện để trở thành áp thấp nhiệt đới đầu tiên của mùa vào ngày 26 tháng 9. Đầu ngày hôm sau, JTWC sau đó đã chỉ định cơn bão là Bão nhiệt đới 02S, trích dẫn một đường chuyền của máy đo tán xạ cho thấy gió mạnh tương đương bão nhiệt đới ở nửa phía tây và phía đông của hệ thống. MFR cũng đã nâng cấp hệ thống này thành một cơn bão nhiệt đới vừa phải và Cơ quan Khí tượng Mauritius (MMS) đặt tên cho nó là Ashley.  Hệ thống sau đó đạt đến cường độ cực đại, với sức gió duy trì trong 10 phút đạt vận tốc 75 km/h (45 dặm/giờ), trước khi bị suy yếu trước gió đứt mạnh ở phía đông bắc và sự xâm nhập không khí khô đáng kể vào cuối cùng ngày, khiến JTWC đưa ra lời khuyên cuối cùng về Ashley.  MFR chấm dứt khuyến cáo trước 06:00 UTC vào ngày 28 tháng 9 khi Ashley suy yếu thành một vùng áp thấp, nhưng vẫn tiếp tục theo dõi cơn bão cho đến khi nó được ghi nhận lần cuối vào ngày 30 tháng 9 là một vùng thấp đang tan.

### Áp thấp nhiệt đới 03S
Vùng thấp nhiệt đới 02U đi từ khu vực Úc sang và được gán số hiệu mới là 03S. Bắt đầu từ năm 2022, MFR sử dụng hậu tố "S" thay vì hậu tố "R" như các mùa trước đó để gán cho các áp thấp nhiệt đới hoặc nhiễu động nhiệt đới (thay vì 03R).

### Bão Cheneso
Nhà chức trách đã đưa ra cảnh báo về mưa lớn trên cả nước, gây nguy cơ lũ lụt và lở đất. Cục Quản lý Rủi ro và Thiên tai Quốc gia (BNGRC) báo cáo 90.870 người bị ảnh hưởng và 34.100 người phải di dời. Nhìn chung, cơn bão là nguyên nhân khiến 33 người chết và 20 người khác mất tích.  Thiệt hại do cơn bão gây ra ước tính vượt quá 20 triệu USD.

### Bão xoáy dữ dội Freddy
Bão Freddy là cơn bão có thời gian tồn tại lâu nhất trên Trái Đất.

Để đề phòng Freddy, MFR đã đưa ra cảnh báo trước bão màu vàng cho đảo Réunion.  Freddy đi qua trong phạm vi 200 km (120 mi) tính từ Mauritian ngay phía bắc Vịnh Grand, tạo ra gió giật trên đảo tại Port Louis với tốc độ lên tới 104 km/h (65 dặm/giờ).  Freddy tác động đến Réunion với tác dụng tương đối hạn chế.  Ít nhất 20.000 người phải di dời ở Malawi. Tổng thống Malawi, Lazarus Chakwera , đã tuyên bố tình trạng thảm họa ở các khu vực phía nam.  Công ty điện lực đã cắt điện hoàn toàn để đề phòng lốc xoáy ở Mozambique.  Tất cả các chuyến bay đều bị đình chỉ do thời tiết khắc nghiệt do Freddy mang lại.  Tổng cộng có ít nhất 1.434 người thiệt mạng do cơn bão, trong đó có 537 người vẫn mất tích và được cho là đã chết ở Malawi, 198 người ở Mozambique, 17 người ở Madagascar, 2 người ở Zimbabwe và một người ở Mauritius.  Tổng thiệt hại ước tính lên tới 655 triệu USD, khiến nó trở thành cơn bão gây thiệt hại thứ hai ở tây nam Ấn Độ Dương sau Bão Idai vào năm 2019.

### Bão 09S
Trong quá trình phân tích sau cơn bão từ MFR, hệ thống này đã được nâng cấp thành bão nhiệt đới vừa phải vào ngày 26 tháng 3, mặc dù nó vẫn chưa được đặt tên.

### Bão Fabien
Khoảng 19:00 UTC ngày 15 tháng 5,  một tàu đánh cá Trung Quốc, Lu Pen Yuan Yu , bị lật do sóng cao 7 m (23 ft) ập vào tàu. Vào thời điểm tàu chìm, trên tàu có 39 người: 17 công dân Trung Quốc, 17 công dân Indonesia và 5 công dân Philippines. Đến nay,16 thi thể đã được tìm thấy.

## Mùa bão và tên bão

### Tên bão
| - Ashley - Balita - Cheneso - Digani - Enala - Fabien - Gezani (chưa sử dụng) - Horacio (chưa sử dụng) - Indusa (chưa sử dụng) | - Juluka (chưa sử dụng) - Kundai (chưa sử dụng) - Lisebo (chưa sử dụng) - Michel (chưa sử dụng) - Nousra (chưa sử dụng) - Olivier (chưa sử dụng) - Pokera (chưa sử dụng) - Quincy (chưa sử dụng) - Rebaone (chưa sử dụng) | - Salama (chưa sử dụng) - Tristan (chưa sử dụng) - Ursula (chưa sử dụng) - Violet (chưa sử dụng) - Wilson (chưa sử dụng) - Xila (chưa sử dụng) - Yekela (chưa sử dụng) - Zania (chưa sử dụng) |